# Wybory prezydenckie w Stanach Zjednoczonych w Kalifornii w 2016 roku
Wybory prezydenckie w Stanach Zjednoczonych w Kalifornii w 2016 roku – odbyły się 8 listopada 2016 jako część 58. wyborów prezydenckich, w których wzięło udział wszystkie 50 stanów oraz Dystrykt Kolumbii.
Wyborcy w Kalifornii wybrali elektorów, aby reprezentowali ich w głosowaniu powszechnym w kolegium elektorskim.
Clinton wygrała wybory z 8 753 788 głosów powszechnych oraz wynikiem 61,73%, i przewagą 30,11% nad kandydatem republikanów, obydwoma największymi wynikami od czasu Franklina D. Roosevelta – 66,95% gł. pow. oraz przewagą 35,25% w 1936 r.
Clinton zdobyła wszystkie 55 gł. elektorskich, a Trump nie zdobył żadnego.
To też pierwszy raz od 1936 r., kiedy Hrabstwo Orange zagłosowało na kandydata demokratów, kiedy to Roosevelt zdobył każde hrabstwo w stanie.
Donald Trump otrzymał 4 483 810 głosów oraz 31,62%, co jest najniższym podziałem głosów powszechnych zdobytym przez jakiegokolwiek kandydata jednej z gł. partii politycznych od czasu Johna W. Davisa – 8,2% w 1924 r.
| 2012← 8 XI 2016 → 2020 |                                                                                            |                                                                                         |
| --- | ------------------------------------------------------------------------------------------ | --------------------------------------------------------------------------------------- |
| - Kandydat na prezydenta - Partia polityczna - Stan macierzysty - Kandydat na wiceprezydenta - Głosy elektorskie - Głosy powszechne - Wyniki procentowe | - Hillary Clinton - Partia Demokratyczna - Nowy Jork - Tim Kaine - 55 - 8 753 788 - 61,73% | - Donald Trump - Partia Republikańska - Nowy Jork - Mike Pence - 0 - 4 483 810 - 31,62% |